# Digitaria leiantha
Digitaria leiantha är en gräsart som först beskrevs av Eduard Hackel, och fick sitt nu gällande namn av Parodi. Digitaria leiantha ingår i släktet fingerhirser, och familjen gräs. Utöver nominatformen finns också underarten D. l. dasyantha.